# 伊藤園
株式会社伊藤園（いとうえん、英: ITO EN, LTD.）は、東京都渋谷区に本社を置く、茶製品および清涼飲料水メーカーである。

## 概要
株式会社伊藤園は、兄・本庄正則と弟・本庄八郎の兄弟によって創業された企業である。その前身は1966年8月設立のフロンティア製茶株式会社で、日本ファミリーサービス株式会社と合資会社ビーエー商会（静岡市内のお茶輸出商社）の共同出資で、静岡市神明町（現・静岡市葵区神明町）に設立された。
創業者である本庄正則は、1959年早稲田大学第一法学部を卒業して東都日産モーターで自動車セールスマンをしていたが、脱サラし日用品の訪問販売会社日本ファミリーサービス株式会社を1964年に起業した。同社取扱商品の中の一つであった茶葉製品に注力するかたちで、1966年6月にフロンティア製茶株式会社を設立。茶葉製品市場に参入した。その後、東京・上野にあった茶問屋「釜芳」より「伊藤園」の暖簾（商号）を200万円で譲り受け、1969年5月より現社名の株式会社伊藤園に商号を変更している。同年6月、株式会社本庄商事（日本ファミリーサービス株式会社から商号変更）および合資会社ビーエー商会から緑茶事業の営業譲渡を受け、生産部門を確保し製茶事業にも参入した。
1966年に手形詐欺事件に巻き込まれ約5,000万円の不良債権を抱えるなど、創業期の経営は順風満帆とは言えなかったが、量り売りが主流であった当時の茶葉販売において、1972年に日本初の真空パッケージ入り茶葉の製品化に成功。さらに埼玉銀行（現・りそな銀行、埼玉りそな銀行）より資金を借り入れ、1974年静岡県榛原郡相良町（現・牧之原市）に生産工場と研究所を建設し、流通業からメーカーへの転換を契機に業績を拡大していった。1979年には、中国土産畜産進出口総公司と日本で初めて烏龍茶の輸入代理店契約を締結。烏龍茶の輸入卸を手掛け、1981年に缶入り烏龍茶を世界で初めて生産・販売、清涼飲料水市場に進出した。1985年からは現在の基幹商品となっている缶入り緑茶「煎茶」（現在の「お〜いお茶」）も生産・販売を行い、1990年には世界初のペットボトル入り緑茶の製品化に成功。2000年には飲料業界初のホット専用ペットボトル入り緑茶の製品化に成功するなど、数々の日本初、世界初の製品化に成功してきた。1998年には東京証券取引所市場一部に指定（2022年4月からはプライム市場）。
主力製品は、茶製品、野菜飲料、コーヒー飲料。清涼飲料業界第5位（2017年現在）ながら、茶葉製品および茶系飲料市場において最大手に位置している。インパクトの強い商品名『お〜いお茶』は、新国劇の島田正吾が出演したCMでのセリフを契機に「缶入り煎茶」より品名変更された。
コーポレート・メッセージは、「自然が好きです。」。
創業者の子孫が代表取締役を務める同族企業である。

## 事業展開
伊藤園の事業戦略の特徴は、飲料製造の最終工程では自社工場を持たないファブレス方式を採用している。自社工場の代わりに全国に約40か所ある協力企業の工場に生産を委託することにより設備投資を抑えている。また、生産拠点と物流拠点を5つのブロックに分散化させるにより大規模災害によるリスクを最小限に抑える効果を期待している。一方、茶原料の調達では「茶産地育成事業」を一部取り入れ、高齢化や後継者不足により減少する茶生産農家の対策を行うとともに、茶製品の6次産業化を行っている。
販売方式の特徴は、創業以来続けているルートセールスによる販売方式である。この方式は自動販売機を主としたベンダー事業でも採用されており、グループ会社や外部業者への委託が多い同業界において本体社員が直接展開している。
日本ブーム・ダイエット嗜好の強いアメリカに2001年に進出する等（日経産業新聞より）、北米・東アジア・東南アジアを中心に海外でも事業展開している。また、宝塚歌劇のスポンサーの一社でもある。
子会社のタリーズコーヒージャパンを通じて、コーヒー店事業を展開している。

### お茶の専門店
- 茶十徳 - 関東地区の百貨店・スーパー等で展開。
- Tea.Pi.O.（ティピオ） - 髙島屋7店舗（新宿店、京都店、柏店、日本橋店、JR名古屋店、立川店、大宮店）
- ITOEN TEA GARDEN - 首都圏を中心に百貨店10店舗で展開。また、2010年5月よりセブンネットショッピングにも出店。
- 茶寮 伊藤園 - 「和」をテーマにしたカフェ。インバウンド対応のため国内の空港に展開するほか、首都圏の商業施設に出店。

## 工場
- 静岡相良工場（静岡県牧之原市女神21）
- 浜岡工場（静岡県御前崎市新野3406-4）
- 福島工場（福島県福島市荒井北1-2-9）
- 沖縄名護工場（沖縄県名護市伊差川112）
- 神戸工場（兵庫県神戸市西区見津が丘5-4-2）

## 沿革
- 1966年8月 - フロンティア製茶株式会社を静岡市神明町（現・静岡市葵区神明町）に設立。
- 1969年
  - 4月 - 東京都練馬区に本店を移転。
  - 5月 - 株式会社伊藤園に商号を変更。
  - 6月 - 株式会社本庄商事および合資会社ビーエー商会から緑茶事業の営業譲渡を受け生産部門を確保。
- 1971年7月 - 東京都新宿区に本社事務所を移転。
- 1972年2月 - スイスインダストリアルゲゼルシャフト社製の高速自動包装機を導入。
- 1974年5月 - 静岡県牧之原市（旧榛原郡相良町）に静岡相良工場を建設し、生産体制を集約化。
- 1977年6月 - 直営専門店「茶十徳（ちゃじっとく）」第1号店を神奈川県横浜市にオープン。
- 1979年8月 - 日本で初めてウーロン茶の輸入代理店契約を中国土産畜産進出口総公司と締結し、ウーロン茶の販売を開始。
- 1981年
  - 3月 - 世界初の缶入り「ウーロン茶」を開発、販売開始。飲料市場に本格参入。
  - 5月 - 「伊藤園包装株式会社」（現・伊藤園産業）を設立。
  - 8月 - 「株式会社沖縄伊藤園」（現・連結子会社）を設立。
  - 9月 - スリランカより紅茶を直輸入。紅茶の販売を開始。
  - 11月 - 伊藤園包装株式会社を「株式会社伊藤園紅茶」（現・伊藤園産業）へ商号変更。
- 1984年5月 - 株式会社伊藤園紅茶を「ロイヤルスペンサー株式会社」（現・伊藤園産業）へ商号変更。
- 1985年
  - 2月 - 缶入り緑茶「煎茶」（現・「お〜いお茶」）を開発、販売開始。
  - 8月「伊藤園レディスゴルフトーナメント」スポンサー開始。
- 1986年9月 - 静岡相良工場敷地内に中央研究所を新設。
- 1987年7月 - ハワイ州に「ITOEN (USA) INC.」を設立（2016年にITO EN（Hawaii）LCCへ事業譲渡し、2017年解散）。
- 1989年
  - 2月 - 「煎茶」を「お〜いお茶」とブランド名を変更。
  - 11月 - 「伊藤園お〜いお茶新俳句大賞」開始。
- 1990年7月27日 - 本店を東京都練馬区大泉学園町二丁目8番8号から東京都新宿区歌舞伎町二丁目31番11号に移転。
- 1992年
  - 5月 - 日本証券業協会に株式を店頭登録。
  - 8月 - 東京都渋谷区（現在地）に本社ビルを竣工、本社事務所を移転。
- 1993年2月 - 静岡相良工場内にコーヒー焙煎の加工工場を新設。
- 1994年11月 - オーストラリアに「ITO EN AUSTRALIA PTY. LIMITED」（現・連結子会社）を設立。
- 1996年
  - 7月 - ペットボトル入り緑茶の抽出法「ナチュラル・クリアー製法」で特許取得。
  - 9月 - 東京証券取引所 市場第二部に上場。
- 1997年9月 - アメリカ食品医薬品局 (FDA) の承認を受け、テキサス大学M.D.アンダーソンガンセンターの臨床試験に協力。
- 1998年10月 - 東京証券取引所 市場第一部に上場。
- 1999年5月 - ロイヤルスペンサー株式会社を存続会社とし株式会社玄米屋が合併し「伊藤園産業株式会社」（現・連結子会社）へ商号変更。株式会社関西茶業の株式を取得し「株式会社伊藤園関西茶業」（現・連結子会社）へ商号変更。
- 2000年
  - 10月 - ホット対応ペットボトル製品を開発、販売[注釈 2]。
  - 12月 - 静岡相良工場・中央研究所において、ISO14001の認証を取得。
- 2001年
  - 4月 - 宮崎県都城地区で緑茶の「産地育成事業」を開始。
  - 5月 - 米国本土に「ITO EN (North America) INC.」（現・連結子会社）を設立。
  - 7月 - 宅配向け野菜ミックス飲料で森永乳業と業務提携。
  - 12月 - 保健機能食品の100%ジュース「ビタミンフルーツ」発売。季節限定の緑茶飲料の販売を開始。
- 2002年
  - 3月 - 「ITO EN (North America) INC.」がアンテナショップ「ITO EN New York」「会 (KAI) 」をオープン。海洋深層水を使用した麦茶飲料「天然ミネラルむぎ茶」発売。
  - 4月 - 生産本部においてISO9001の認証を取得。
- 2004年
  - 5月 - 「お〜いお茶 濃い味」・「1日分の野菜」発売。
  - 8月 - 通信販売事業を開始。通販専用ブランド「健康体」を立ち上げる。
  - 10月 - 「ITO EN AUSTRALIA PTY. LIMITED」がオーストラリアに荒茶工場を建設。
- 2005年6月 - 飲料業界初となる、取っ手付きペットボトルを発売。
- 2006年
  - 2月 - 缶コーヒーブランド「W（ダブリュー）」発売。
  - 4月 - 新大型容器「らくらくボトル」を開発。7月に全国拡大。
  - 6月 - 「ITO EN (North America) INC.」がフロリダ州のサプリメント会社「Mason Distributors, Inc.」（現・連結子会社）を買収。
  - 10月 - コーヒー店チェーン「タリーズコーヒー」の日本法人を傘下に納めるフードエックス・グローブ株式会社（現・タリーズコーヒージャパン株式会社）の発行済み株式36%を取得し、傘下に収めた（2006年10月26日に51.5%を取得して子会社化。2007年6月8日には80.5%を取得。）
- 2007年
  - 5月 - 連結子会社のタリーズコーヒージャパンと共同開発した「TULLY'S COFFEE BARISTA'S SPECIAL（タリーズコーヒー バリスタズスペシャル）を関東・甲信越のCVS限定で発売し、チルドカップコーヒー市場に進出。
  - 9月 - 連結子会社のMason Distributors, Inc.が北米で展開するサプリメントブランド「MASON NATURAL（メイソン ナチュラル）」を日本で発売し、サプリメント市場に本格進出。缶コーヒーブランドを「W（ダブリュー）」へ機能統合。
  - 9月 - 東京証券取引所市場第一部に、普通株式に加え第1種優先株式を上場。（証券コード:25935）
- 2008年
  - 3月 - 特定保健用食品「引き締まった味 カテキン緑茶」を発売。
  - 4月 - 子会社のフードエックス・グローブ株式会社が、子会社タリーズコーヒージャパン株式会社（2代目）を吸収合併し、商号を「タリーズコーヒージャパン株式会社」に変更（旧商号に戻す）。伊藤忠商事株式会社とのミネラルウォーター「エビアン」輸入販売事業の合弁会社（65%出資子会社）として、伊藤園・伊藤忠ミネラルウォーターズ株式会社（現・連結子会社）を設立。
- 2009年
  - 4月 - 同社初のスティックタイプの栄養食品「VEGESTICK（ベジスティック）」発売。ITO EN (North America) INC.が展開する北米向けブランド「TEAS' TEA（ティーズティー）」を日本で発売。
  - 5月 - ITOEN (USA) INC.がハワイで展開するロングセラーブランド「ALOHA MAID（アロハメイド）」を同社の炭酸飲料ブランドとして日本で発売（現在、販売終了）。
  - 10月 - 自動販売機による飲料販売を行うネオス株式会社（現・連結子会社）と資本業務提携締結。
  - 11月 - 「TULLY'S COFFEE」ブランド初の缶コーヒー「TULLY'S COFFEE BARISTA'S CHOICE Black（タリーズコーヒー バリスタズチョイス ブラック）」を全国発売。
- 2010年
  - 2月 - 自動販売機メンテナンス部門のすべてと購買部門の一部を分社化し、株式会社グリーンバリュー（現・連結子会社）を設立。
  - 3月 - セントラルスポーツと共同開発したスポーツドリンク「アクアビクス」のシリーズ品として「アクアビクス 天然水仕込み」を全業態で発売。
  - 4月 - オーストラリア政府から「TASTE OF TOMORROW」のパートナー企業に選出。
  - 5月 - イムラ封筒・リンテックと共同で「茶殻リサイクルシステム」を活用した「お茶殻入り封筒」を開発し、同社が使用する封筒を順次切り替え。百貨店で展開する茶総合専門店「ITOEN TEA GARDEN」のインターネット店舗をセブンネットショッピング上にオープン。
- 2011年
  - 2月 - 大塚食品・大塚製薬と自動販売機における製品相互販売に関する業務提携を締結。
  - 5月 - 老舗の乳業メーカーチチヤス株式会社（現・連結子会社）の全株式を取得し完全子会社化。
  - 7月 - 北海道で茶葉の販売などを行う株式会社土倉（現・連結子会社）と資本・業務提携。
  - 11月 - 子会社のチチヤスと初の共同開発商品である乳酸菌入り清涼飲料「朝のYoo」を発売。
- 2012年
  - 3月 - 子会社のチチヤスにチルド製品の製造を委託し、「充実野菜 緑黄色野菜ミックス」・「1日分の野菜」のチルド製品（1000ml紙パック）を関西・中国・四国・九州地区でそれぞれ発売。
  - 4月 - ジャスミン茶飲料初の特定保健用食品「2つの働き カテキンジャスミン茶」を発売。
  - 6月 - シンガポールに持株会社「ITO EN Asia Pacific Holdings Pte. Ltd.」（現・連結子会社）を設立。
  - 7月 - 同社の炭酸飲料としては初となる特定保健用食品「Stylee Sparkling（スタイリー・スパークリング）」を発売。
  - 10月 - シンガポールに事業会社「ITO EN Singapore Pte. Ltd.」（現・連結子会社）を設立。ネオス株式会社（現・連結子会社）の株式を追加取得し連結子会社化。
  - 12月 - 上海市に「伊藤園飲料（上海）有限公司」（現・連結子会社）を設立。
- 2013年
  - 5月 - タイに「ITO EN (Thailand) Co., Ltd.」（現・連結子会社）を設立。
  - 6月 - 炭酸水初の特定保健用食品「Stylee 甘くない炭酸水」を発売。
- 2015年
  - 2月 - 連結子会社の「ITO EN（North America）INC.」が米国のコーヒー豆栽培・加工・販売会社「Distant Lands Trading Co.」（現・連結子会社）の株式を取得。
  - 6月 - トーモクグループとの合弁物流会社「トーウンロジテム株式会社」（現・持分法適用関連会社）を設立[14]。
  - 11月 - 「ITO EN（Hawaii）LCC」（現・連結子会社）を設立。
- 2016年6月 - 375mlペットボトル入り緑茶飲料としては最も高額（税別1,000円）となる受注生産製品「お〜いお茶 氷水出し玉露」を発売。
- 2017年
  - 3月 - 社内で行っていたティーテイスター（茶資格）制度が「伊藤園ティーテイスター社内検定」として厚生労働省に認定。
  - 12月 - 「伊藤園お〜いお茶新俳句大賞」が、政府が推進する「beyond2020プログラム」に認証。
- 2019年
  - 3月 - アサヒ飲料と自動販売機における製品相互販売に関する契約を締結[15][16]。
  - 10月1日 - この日より順次、キャッシュレス決済対応自販機で新たに「楽天ペイ（アプリ決済）」「LINE Pay」「PayPay」「d払い®」「WeChat Pay」の5つのモバイル決済サービスへの対応を開始[17]。
- 2020年3月 - 経済産業省と日本健康会議が共同で実施する「健康経営優良法人2020（大規模法人部門）」に認定。
- 2022年4月 - 東京証券取引所の市場区分の見直しにより、市場第一部からプライム市場へ移行。
- 2024年5月 - 北海道札幌市に「株式会社北海道伊藤園」を設立。

## 賞歴
- 1986年2月 - 「缶入り緑茶」が日本経済新聞社の「日経年間優秀製品賞」を受賞。
- 1994年4月 - 「缶入り緑茶」の開発で科学技術庁長官賞を受賞。
- 2003年 - 「緑茶ドリンク製造に関する茶浸出液の酸化防止及びクリアー技術の開発」が評価され、O-CHAパイオニア賞産業技術大賞を受賞。
- 2005年12月 - 茶殻リサイクルシステムが、第2回エコプロダクツ大賞のエコ・サービス部門で、「農林水産大臣賞」を受賞。
- 2006年8月 - 茶殻リサイクルシステムがウェステック大賞2006にて「環境大臣賞」を受賞（表彰式：8月26日、会場：パシフィコ横浜）。
- 2006年11月 - 茶殻リサイクルシステムが平成18年度地球温暖化防止活動環境大臣表彰（技術開発・製品化部門）を受賞。
- 2007年10月 - 茶殻リサイクルシステムが平成19年度資源循環技術･システム表彰「経済産業省産業技術環境局長賞」を受賞。
- 2011年11月 - 「お〜いお茶」が2011年度「グッドデザイン・ロングライフデザイン賞」 を受賞。
- 2013年 - 2013年度第13回「ポーター賞」を受賞[18]。
- 2017年10月 - 茶産地育成事業（新産地事業）が第5回「プラチナ大賞」で「大賞・経済産業大臣賞」を受賞[19]。
- 2017年12月 - 第1回「ジャパンSDGsアワード」で「SDGsパートナーシップ賞（特別賞）」を受賞[20]。
- 2023年6月 - 「健康ミネラルむぎ茶」が「最も販売されているRTD麦茶ブランド（最新年間販売量）」実績世界No.1としてギネス世界記録に認定[21]。

## 関連会社
日本国内
- 伊藤園産業（静岡県牧之原市） - 緑茶・麦茶・紅茶・玄米茶の製造加工。茶葉飲料事業における物流業務。
- 沖縄伊藤園（沖縄県糸満市） - 沖縄地区での商品販売会社。沖縄県内のみ発売の独自商品も多く手がける。
- 伊藤園関西茶業（兵庫県神戸市西区） - 緑茶・麦茶の製造加工。
- タリーズコーヒージャパン（東京都新宿区） - コーヒーショップチェーン。
- 伊藤園・伊藤忠ミネラルウォーターズ（東京都新宿区） - エビアン (ミネラルウォーター)の輸入販売を目的として設立。伊藤忠商事との合弁会社。
- チチヤス（広島県廿日市市） - 牛乳・乳製品の製造販売。
- ネオス（東京都江東区） - 自動販売機事業。
- 北海道伊藤園（北海道札幌市白石区） - 北海道地区での商品販売会社。北海道内のみ発売の独自商品も多く手がける。
- 土倉（北海道札幌市白石区） - 日本茶・乾物の製造販売。

ほか
日本国外
- ITO EN (North America) INC.（アメリカニューヨーク州）
- ITO EN (Hawaii) LCC.（アメリカハワイ州）
- Mason Distributors, Inc.（アメリカフロリダ州）
- Distant Lands Trading Co.（アメリカワシントン州）
- ITO EN AUSTRALIA PTY. LIMITED（オーストラリアビクトリア州）
- ITO EN Asia Pacific Holdings Pte. Ltd.（シンガポール）
- ITO EN Singapore Pte. Ltd.（シンガポール）
- 福建新烏龍飲料有限公司（中国福建省）
- 伊藤園飲料（上海）有限公司（中国上海市）
- PT ITO EN ULTRAJAYA WHOLESALE（インドネシア）
- ITO EN (Thailand) Co., Ltd.（タイ）

ほか

## 主な商品
2009年頃までは、全商品とも漢字・毛筆の「伊藤園」のロゴを採用していたが、2010年頃から毛筆ロゴは主に紅茶・コーヒー以外の茶系のみに使い、紅茶・コーヒー・ソフトドリンクについてはローマ字の「ITO EN」のロゴタイプが使われる（以前から使用されていたものである）。ただし、例外的にソフトドリンクのCMである場合でも漢字表記の、緑茶飲料のCMである場合もローマ字表記のスーパーをそれぞれ出す場合もある。

### 茶系飲料
- お〜いお茶
  - 1985年「缶入り煎茶」として発売。1989年より現在の名称ブランド名。ナチュラルヘルシーRTD緑茶飲料の販売実績世界一として2019年より2年連続でギネス世界記録に認定されている[22]。「緑茶」を始め、「濃い茶（2014年5月のリニューアル時に「濃い味」から改名）」「ほうじ茶」「玄米茶」など商品に様々なバリエーションを持つほか、季節限定品や横展開商品（「PURE GREEN」）、先述の通り受注生産品（「氷水出し玉露」）も存在する。
- 朝の茶事
  - 東日本旅客鉄道（JR東日本）の駅構内のみで販売されている。伊藤園とJR東日本ウォータービジネスの共同開発であり、販売者は伊藤園名義である。
- 健康ミネラルむぎ茶
  - 不足しがちなカリウム・リン・マンガン・ナトリウムを含む。麦茶飲料ではNo.1のシェアを持つ。2012年2月に「天然ミネラル麦茶」より名称変更。
- 伝承の健康茶
  - 2014年8月に立ち上げた日本に古くから伝わる健康素材を使用した無糖茶飲料とリーフ茶・ティーバッグのブランド。2014年8月に「伝承の健康茶 はと麦茶」を発売したのを皮切りに、同年9月には単独製品として発売されていた「香ばしい健康茶 そば茶」、「韃靼100%そば茶（ティーバッグ、リーフ(そばの実)）」、「国産はと麦茶 ティーバッグ」、「北海道産100%黒豆茶 ティーバッグ」を一斉に改名してシリーズ製品化すると同時に、緑茶と黄金桂をベースに3種類の人参と6種の和漢素材をブレンドした「伝承の健康茶 元気人参茶 ティーバッグ」を発売。同年10月には「伝承の健康茶 元気人参茶」にボトル製品（350mlペットボトル）を、「伝承の健康茶 はと麦茶」には250ml紙パックと350mlペットボトルをそれぞれ追加発売した。なお、そば茶に関しては2009年3月には国産そばの普及に貢献したとして、社団法人日本蕎麦協会から感謝状を授与されている。
- ウーロン茶
  - サントリーが有名だが、販売は伊藤園の方が早い（1980年にテスト販売を開始、本格的な発売は翌年の1981年から）。2011年でウーロン茶が発売30周年を迎えた。
- Relax（リラックス）ジャスミンティー
  - 1985年よりジャスミン茶飲料を展開しており、「香りのリフレッシュ ジャスミン茶」→「香りきれい ジャスミン茶」→「花緑茶 ジャスミン」→「花々緑茶 ジャスミン」→「ジャスミン茶　花々緑茶」→「花茶 ジャスミン茶」→「天然系ジャスミン茶」→「ジャスミン緑茶」→「天然美香 ジャスミン茶」→「Natural（ナチュラル）ジャスミンティー」を経て、2013年4月にジャスミンの花の香りをより豊かにし、「リラックス」要素を高めた製品として刷新した。香料不使用。同年9月にはホット製品を追加発売した。2014年3月にパッケージリニューアル。
- TEAs'TEA（ティーズティー）
  - ニューヨーク生まれの茶系ブランド。当初は緑茶と無糖紅茶を発売していたが、2009年8月からフルーツ系紅茶2種類を発売し、紅茶ブランドに衣替えした。2014年10月現在、ペットボトル・缶・紙パック入り11種類とティーバッグ・Stick Latte（粉末タイプ）7種類の計18種類を発売している。
- TEAs'TEA NEW AUTHENTIC（ティーズティー ニュー オーセンティック）
  - 上記のTEAs'TEAの横展開ブランドにあたる。ラインアップは和風ミルクティーの「ほうじ茶ラテ」、および100%日本の茶葉に拘った無糖紅茶の「日本の紅茶」、インド産の茶葉を厳選した無糖紅茶の「ダージリン」、ルイボスティーにアップルフレーバーを組み合わせた「アップルティー with ルイボス」、緑茶にピーチフレーバーを組み合わせた「ピーチティー with グリーンティー」の計5種。

### 野菜飲料
- 充実野菜
  - 1992年発売。「緑の野菜」（現・充実野菜 緑の野菜）は1994年発売。120g分の1食分の野菜を使用。「緑の野菜」に関しては同様の商品として、初音ミクとコラボした「ぽっぴっぽー 未来野菜」（ラマーズPの楽曲）がある[23]。初回販売時は200円ではなかったが、再発売の際、歌詞中の「価格は200円」に合わせ、容量を増やして200円とする。なお、「緑の野菜」は2013年3月に発売した「充実野菜 緑の野菜ミックス」の発売に伴って紙パック製品が移行し、2014年3月に缶・ペットボトル製品もリニューアルに伴って「充実野菜 緑の野菜」に改名し、「充実野菜」のシリーズ製品に移行した。
  - 2014年3月の「緑黄色野菜ミックス」・「バナナミックス」・「完熟ぶどうミックス」・「ブルーベリーミックス」リニューアル時に、200ml紙パックは日本製紙製のレンガ型200ml紙パック容器をベースに、積層部分に凸版印刷の透明バリアフィルム「GLフィルム」を用いることでアルミ素材を使用することなく長期保存が可能で、牛乳パックと同じくリサイクルが可能な「ECO容器」を静岡県以東地区で展開していたが、同年9月に従来の紙パックから置き換わる形で全国展開化された。
- 1日分の野菜
  - 2004年5月頃全国発売開始。1本（缶）の商品の中およびコップ1杯分（180ml、1lミルクカートンや740gのペットボトルの場合）に350g分の1日分の野菜を使用した野菜汁100%ジュース。200mlのパックの他、190gの缶、1lのミルクカートン、740gのペットボトルにも入っている。

### その他
果実飲料
- ビタミンフルーツ
  - ビタミンCを補給できる100%果汁飲料（栄養機能食品）。
- ふりフリ〜ナ 寒天ゼリー（2016年10月）
- ニッポンエール 長野県産りんご
- ニッポンエール いちご＆ミルク
- ニッポンエール 和歌山県産みかんゼリー
- ブルーベリーmix
- ザクロmix

コーヒー飲料
- TULLY'S COFFEE（タリーズコーヒー）
  - 同社連結子会社のタリーズコーヒージャパンと共同開発したコーヒーブランド。以前はチルドカップ製品も発売されていたが、現在は[いつ基準での現在?]ボトル缶入り製品とデミタスサイズ（170g）の缶入り製品がメインである。
- W（ダブリュー）
  - ポリフェノールの一種であるクロロゲン酸を含有する缶コーヒー。従来は「W」以外に「サロンドカフェ」、「アロマドリップ」が存在していたが、ほとんどの製品を「W」に統合させた。

ミネラルウォーター・炭酸飲料ほか
- やわらかフローズンレモン
  - 冷凍対応ペットボトル飲料。冷凍しても容器が破損しないため、安心して常に冷たい状態で飲める。季節限定。2013年までは、「かち割りレモン」という商品名だった。
- ビタミンパワーGO!
  - ナイアシン、ビオチン、ビタミンB1、ビタミンB6、ビタミンC、ビタミンE、パントテン酸、ビタミンA、ビタミンB2、ビタミンB12、ビタミンB12、葉酸など12種のビタミンと、アルギニン、グルタミン酸、ロイシン、イソロイシン、バリンなど5種のアミノ酸に加えてローヤルゼリー、クエン酸を配合した健康系エナジードリンク。栄養機能食品。
- Vitamin Power GO! SUPER BBB
  - 上記の「ビタミンパワーGO!」と同様、12種のビタミンを配合し、中でもビタミンB1、ビタミンB6、ビタミンB12を特に強化したエナジードリンク。カフェインゼロ。栄養機能食品。
- 天然水サイダー
  - 天然水と海洋深層水を使用したサイダー。
- Vivit's（ビビッツ）
  - 2010年7月に立ち上げた人工甘味料・着色料・保存料不使用設計の果汁入り炭酸飲料のブランド。ラインナップを入れ替えながら展開しており、2014年10月時点、「にごり林檎スパークリング（2014年4月発売）」、「にごり青りんごmixスパークリング（2014年6月発売）」、「甘熟にごり林檎スパークリング（2014年9月発売、コンビニエンスストア限定発売）」の3種類が発売されている。
- 2種のこだわりぶどうスカッシュ
- エビアン
  - ダノンのミネラルウォーターブランド。国内販売権をカルピスから引き継ぎ、2008年4月14日から販売開始。
- 水素水 H2
  - 2016年4月以降から販売開始。日本三大清流の一つである岐阜県長良川水系の地下水を使用。その名の通り天然水に水素が充填されているため、開封後は2-3時間以内に飲用することが推奨されている[注釈 4]。
- 朝のYoo（ヨー） フェカリス菌1000
  - チチヤスと共同開発した乳酸菌（このうち、全体の90%以上はフェカリス菌）入り清涼飲料。
- 黒酢で活性
  - 1本に黒酢（玄米黒酢・大麦黒酢）15ccを含有し、果汁を加えた黒酢飲料。2014年9月にクエン酸を新たに含有するとともに、これまでのりんご果汁にマンゴーピューレを加えて200ml紙パックをリニューアルし、まとめ買い用の12本入りハーフケースを追加。翌月にはりんご果汁入りの900mlペットボトルを追加発売した。

特定保健用食品
- 2つの働き カテキン緑茶【特定保健用食品】
- 2つの働き カテキン烏龍茶【特定保健用食品】
- 2つの働き カテキンジャスミン茶【特定保健用食品】
- 黄金烏龍茶【特定保健用食品】
- ナタデココ ヨーグルト味【特定保健用食品】
- スタイリースパークリング【特定保健用食品】 - 2014年4月に350ml缶を追加発売、翌月に500mlペットボトルをリニューアル。これに伴って製品名がカタカナ表記となる。
- スタイリー炭酸水 レモン味【特定保健用食品】 - 2014年5月に「Stylee 甘くない炭酸水」をリニューアル。
- スタイリーウォーターレモン【特定保健用食品】

機能性表示食品
- お〜いお茶 濃い茶
- 理想のトマト[24]
- 黒酢で活力[25]
- 脳活テアニン緑茶[26]

### プライベートブランド商品
- セブンプレミアム - 緑茶・烏龍茶・麦茶・紅茶（レモン・ストレート）・7種のブレンド茶（ペットボトル商品）・スポーツドリンク（ペットボトル商品）を商品展開。販売元は、子会社の伊藤園フードサービス。
- ファミリーマートコレクション - 茶系飲料（緑茶・烏龍茶・麦茶・ジャスミン茶）を商品展開。製造元は「伊藤園」と表記されている（かつては「伊藤園フードサービス」）。
- ローソンセレクト - 茶系飲料（緑茶・ジャスミンティー）を商品展開。

## 広告
伊藤園は茶製品業界で初のテレビコマーシャルを行った。島田正吾がテレビコマーシャルで放った「お〜いお茶」のフレーズが有名になったことで、後に同社の緑茶飲料の商品名にも利用されるようになった。

### CMキャラクター

#### 現在
- お〜いお茶 - 大谷翔平（PURE GREEN、およびLEMON GREEN含む）
- 健康ミネラルむぎ茶[注釈 5] - 笑福亭鶴瓶（「香り薫るむぎ茶」、前身の「天然ミネラルむぎ茶」から継続起用）
- TULLY'S COFFEE - 新木優子
- Relaxジャスミンティー - 花山瑞貴

なお、2011年3月11日に発生した東北地方太平洋沖地震（東日本大震災）を受けて、同年8月末まで同社CMのラストに被災者へのお見舞いのメッセージが表示された。あわせて同期間には、同社製の缶・ペットボトル入り製品1本につき1円を拠出し、日本赤十字社を通じて義援金を提供する活動を行っていた。同年10月19日に積立てられた寄付金が約4億円に上ったことを活動報告の中で発表した。

#### 過去
- 企業CM - 石田雪乃
- 茶葉製品 - 島田正吾
- お〜いお茶 - 島田正吾、内山信二、鶴田真由、篠原涼子、三浦春馬、ニッチェ（ほうじ茶）、有村架純、市川團十郎白猿（旧名：市川海老蔵）[注釈 6]（濃い茶）、中谷美紀（プレミアムティーバッグ）、松本穂香（ほうじ茶）、久保田紗友（新緑）[29]、AIタレント[30]
- ウーロン茶 - 柴田恭兵、高橋英樹
- ジャスミン茶 - 安藤政信、菊川怜、水川あさみ
- ヘルシールイボスティー - 山本美月
- TEAS'TEA - 水川あさみ、上原ひろみ、野崎萌香
- W（ダブリュー） - パンツェッタ・ジローラモ
- サロンドカフェ - 観月ありさ
- タリーズコーヒー - Crystal Kay、川畑要（CHEMISTRY）、Perfume
- BARISTA'S SPECIAL - ロン・カーター
- 充実野菜 - 秋野太作（「緑の野菜」にも出演）、村治佳織、成海璃子
- 一日分の野菜 - 立川志の輔、成海璃子、ギャル曽根、市川ぼたん・市川新之助
- 朝から野菜 - 成海璃子、 田畑志真
- ビタミンフルーツ - 伊藤由奈
- 梅涼み - 岩田さゆり
- 冷梅 - 近野成美
- エビアン - 道端ジェシカ、芦名星
- 引き締まった味 カテキン緑茶 - 平泉成、岩田さゆり
- 2つの働き カテキン緑茶 - 寺島進、寺脇康文
- スタイリースパークリング - 山本美月、高梨臨
- 「ROOKIES -卒業-」タイアップ製品 - 桐谷健太
- 「お茶で琵琶湖を美しく。」キャンペーン - 笑福亭鶴瓶[注釈 7]
- TEAS'TEA NEW AUTHENTIC - 玉田志織

### スポンサー番組

#### 現在
2024年3月現在
TBS系列
- サンデーモーニング
- ジョブチューン アノ職業のヒミツぶっちゃけます!

テレビ東京系列
- ワールドビジネスサテライト（2019年10月から）

番組提供はわずかでスポットCMがメインである。これはサントリー、コカ・コーラと言った競合他社とは対照的である。
ガッツナイター（東海ラジオ）

#### 過去
- "思いの詰まった" 日本のお弁当 - 関東ローカル。「お〜いお茶」名義。
- テレビのツボ（放送中期、各社扱い）
- フジテレビ火曜9時枠の連続ドラマ（2007年4月から2007年9月まで）
- おもいッきりイイ!!テレビ（隔日）
- ビートたけしのTVタックル（2006年9月まで各社扱い）
- ひみつのアラシちゃん!（ヒッチハイク扱い）
- Dのゲキジョー 〜運命のジャッジ〜（秋田テレビのみ）
- ありがとう浜村淳です（毎週金曜日に浜村淳本人による生コマーシャル）
- 金曜ロードショー
- はなまるマーケット
- さんまのSUPERからくりTV
- みのもんたの朝ズバッ!
- 情報満載ライブショー モーニングバード!
- 羽鳥慎一モーニングショー
- 徹子の部屋
- ぴったんこカン・カン
- ザ!世界仰天ニュース

## 伊藤園とゴルフ
伊藤園では1985年より日本女子プロゴルフ協会公認のゴルフトーナメント（JLPGAツアー）のひとつである「伊藤園レディスゴルフトーナメント」を主催している。1994年の第10回大会より会場となっている千葉県長南町のグレートアイランド倶楽部は、伊藤園の創業家である本庄家が経営に関わっている。この倶楽部のコース設計者のひとりは、伊藤園創業者である本庄正則である。伊藤園では選手育成にも取り組んでおり、女子プロゴルファーが伊藤園に所属している。

### 年表
- 1985年8月 - 第1回「伊藤園レディスゴルフトーナメント」開催（リバー富士カントリークラブ）。
- 1989年3月 - プロゴルファー塩谷育代と所属契約。
- 1993年4月 - グレートアイランド倶楽部開業[32]。
- 1994年11月 - 「伊藤園レディスゴルフトーナメント」の開催コースを現行のグレートアイランド倶楽部へ変更。
- 2005年1月 - プロゴルファー日下部智子と所属契約。
- 2006年2月 - プロゴルファー馬場由美子と所属契約。
- 2010年2月 - プロゴルファー綾田紘子と所属契約。
- 2011年2月 - プロゴルファー山本亜香里と所属契約。
- 2015年1月 - プロゴルファー前田陽子と所属契約。
- 2017年2月 - プロゴルファー髙橋恵、田辺ひかりと所属契約。
- 2019年2月 - プロゴルファー 濱田茉優、大里桃子と所属契約。

### 現所属選手
- 塩谷育代
- 前田陽子
- 髙橋恵
- 田辺ひかり
- 大里桃子
- 濱田茉優

（2020年4月現在）